# Ciumești
Ciumești es una comuna ubicada en el distrito de Satu Mare, Rumania.

## Superficie
Posee una superficie de 47,99 kilómetros cuadrados.

## Demografía
Hasta 2021 la población era de 1193 habitantes, con una densidad de población de 24,86 habitantes por kilómetro cuadrado.